# Cella (Varzi)
Cella è una frazione del comune di Varzi posta su un'altura a sud del centro abitato.

## Storia
Cella (CC C434) è nota sin dall'835, quando dipendeva dall'abbazia di Bobbio; è pure uno dei luoghi citati nel diploma imperiale del 1164. Nelle divisioni ereditarie tra i Malaspina toccò al ramo di Godiasco, da cui derivò il ramo dei Malaspina di Cella. Il marchesato di Cella comprendeva una lunga striscia di terra sul lato occidentale della valle Staffora, nei comuni di Varzi e Santa Margherita, con centri quali Nivione, Capo di Selva, Casale, Castellaro, Cegni, Cignolo e Negruzzo. Il marchese Barnabò Malaspina si ribellò agli Sforza nel 1513 e venne decapitato a Voghera; il marchesato fu confiscato e dato agli Sforza di Santa Fiora, feudatari di Varzi. Nel XVIII secolo il marchesato comprendeva molti comuni, ossia i centri già citati, che all'inizio del successivo furono concentrati nel comune di Cella, il quale nel 1863 prese il nome di Cella di Bobbio essendo Bobbio il capoluogo del circondario cui il comune apparteneva. Nel 1929 fu spartito fra Varzi e Santa Margherita di Staffora.
ai giorni nostri deve la sua fama al Tempio della Fraternità, chiesa-museo, la cui edificazione è iniziata 1952 per opera del cappellano militare degli alpini Don Adamo Accosa.